# Тауша
Тауша (њем. Tauscha) општина је у њемачкој савезној држави Саксонија. Једно је од 34 општинска средишта округа Мајсен. Према процјени из 2010. у општини је живјело 1.489 становника. Посједује регионалну шифру (AGS) 14627280.

## Географски и демографски подаци
Тауша се налази у савезној држави Саксонија у округу Мајсен. Општина се налази на надморској висини од 167 метара. Површина општине износи 23,9 km². У самом мјесту је, према процјени из 2010. године, живјело 1.489 становника. Просјечна густина становништва износи 62 становника/km².